# Jorge Sahade
Jorge Sahade (Córdoba, 17 de fevereiro de 1915 - La Plata, 18 de dezembro de 2012) foi um astrônomo argentino (o terceiro a graduar-se no país nesta carreira) com mais de 200 publicações em revistas e conferências. Com relação a sua data de nascimento, sua mãe deu a luz em 17 de fevereiro, porém ao haver nascido muito pequeno pensou que este não sobreviveria, sendo portanto registrado tardiamente em 23 de fevereiro de forma oficial.

## Biografia

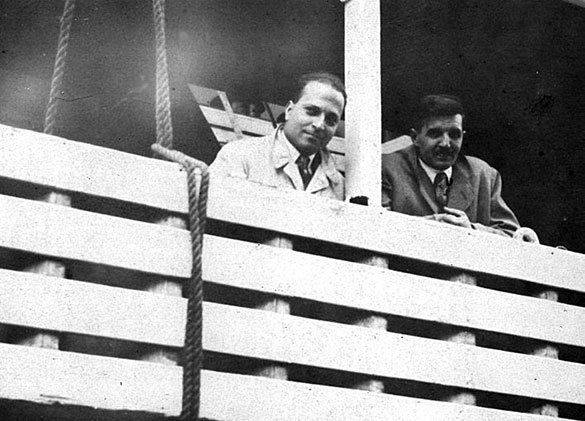
Jorge Sahade e Carlos Ulrrico Cesco em 1943 a bordo do barco Rio Atuel

Estando em Córdoba, sua ideia era estudar matemática, porém naquela época lá só eram oferecidas as disciplinas de engenharia e agrimensura, definindo-se por esta última na Universidade Nacional de Córdoba, onde matriculou-se em 1937. Trabalhava no Instituto Geográfico Militar quando soube em La Plata da recém criada carreira de astronomia, a qual estuda na Universidade Nacional de La Plata, onde ingressou em 1941 como Ayudante Astrónomo em seu Observatório Astronômico La Plata e foi em 1943 Doctor en Ciencias Astronómicas y Conexas. Depois de terminar os estudos, ele e Carlos Ulrrico Cesco (o primeiro graduado em astronomia do país) receberam bolsas de estudos para ir aos Estados Unidos para serem treinados em astrofísica. Durante seu tempo nos Estados Unidos dedicou-se ao estudo de estrelas binárias, onde durante as noites registrava placas de espectros que deixava revelando enquanto posicionava a próxima placa.

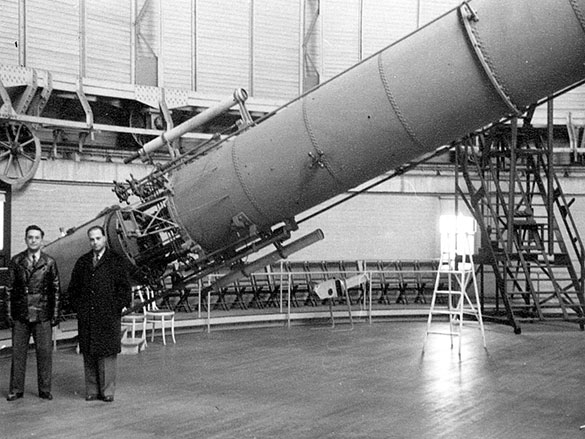
Jorge Sahade em 1944 trabalhando no Observatório Yerkes

Impulsionou na Universidade Nacional de La Plata a compra de um telescópio de 215 cm de diâmetro (batizado com seu nome), que atualmente se encontra no Complexo Astronômico El Leoncito. Este telescópio foi construído nos Estados Unidos, a partir do projeto de um telescópio gêmeo que havia sido construído no Observatório Nacional de Kitt Peak, um presente gerenciado por seu diretor Nicholas Mayall, de quem era amigo, permitindo economizar cerca de 100 mil dólares no custo final. Entre 1953 e 1955 foi diretor do Observatório Astronômico de Córdoba, e entre março de 1968 até julho de 1969 foi diretor do Observatório de La Plata. Em 1969 foi o primeiro decano da Faculdade de Ciências Exatas da Universidade Nacional de La Plata.
Fundou o Instituto de Astronomía y Física del Espacio (IAFE) no Pavilhão I da Cidade Universitária de Buenos Aires, onde foi diretor e alma mater entre 1971 e 1974, e cofundou a Liga Iberoamericana de Astronomía (LIADA). Após se afastar do CONICET e da direção do IAFE, continuou como pesquisador da IAFE de forma independente, além de trabalhar no Instituto de Radioastronomia da Argentina.
Foi o primeiro latinoamericano a presidir a União Astronômica Internacional (IAU), entre 1985 e 1988, e também o primeiro diretor da Comisión Nacional de Actividades Espaciales entre 1991 e 1994.
Uma de suas publicações foi o estudo do sistema de uma estrela binária, Beta Lyrae, que realizou nos Estados Unidos, o qual foi publicado na American Philosophical Society propondo soluções para velhos problemas formulados sobre os sistemas de estrelas binárias fechadas das quais não havia solução até o momento. Mais tarde o astrônomo Helmut Abt, nos Estados Unidos, confirmou que as mesmas estavam corretas.